# Sawiji
Sawiji is een bestuurslaag in het regentschap Jombang van de provincie Oost-Java, Indonesië. Sawiji telt 4306 inwoners (volkstelling 2010).